# IC 253
IC 253 је елиптична галаксија у сазвјежђу Кит која се налази на листи објеката дубоког неба у Индекс каталогу.
Деклинација објекта је - 15° 2' 50" а ректасцензија 2h 42m 5,7s. Привидна величина (магнитуда) објекта IC 253 износи 13,9 а фотографска магнитуда 14,9. IC 253 је још познат и под ознакама MCG -3-7-58, NPM1G -15.0141, PGC 10226.